# ستانلي إلكين
ستانلي إلكين (بالإنجليزية: Stanley Elkin)‏ (11 مايو 1930، بروكلين في الولايات المتحدة - 31 مايو 1995، سانت لويس في الولايات المتحدة)؛ كاتب وروائي أمريكي. درس في جامعة إلينوي في إربانا-شامبين.

## الجوائز
- زمالة غوغنهايم

## روابط خارجية
- ستانلي إلكين على موقع الموسوعة البريطانية (الإنجليزية)
- ستانلي إلكين على موقع إن إن دي بي (الإنجليزية)